# Авра (дем Сервия)
Авра, още Прасинада или Комшулар (на гръцки: Αύρα, Πρασινάδα), е село в Република Гърция, част от дем Сервия в област Западна Македония.

## География
Селото е разположено на 320 m надморска височина, североизточно от Сервия, на левия бряг на Бистрица (Алиакмонас), в подножието на планината Скопос.

## История
Селото е старо, но към края на XIX век е запуснато. Възстановено е в 20-те години на XX век от 20-ина семейства гърци бежанци от Мала Азия. В преброяването от 1940 година е броено към Имера (Хейбели).
| Година    | 1913 | 1920 | 1928 | 1940 | 1951 | 1961 | 1971 | 1981 | 1991 | 2001 | 2011 | 2021 |
| --------- | ---- | ---- | ---- | ---- | ---- | ---- | ---- | ---- | ---- | ---- | ---- | ---- |
| Население |      |      | 93   |      | 124  | 152  | 82   | 56   | 51   | 57   | 56   | 52   |